# Pronar
Pronar Sp. z o.o. er en polsk producent af jordbrugsmaskiner. Virksomheden blev etableret i 1988 og har hovedkvarter i Narew, Województwo podlaskie. Deres primære produkter er traktorer, mejetærskere og vogne.